# Танюй (река, впадает в Голодную Губу)
Танюй — река в России, протекает по территории Заполярного района Ненецкого автономного округа, вдали от населённых пунктов. Впадает в озеро Голодная Губа, которое протокой Большое Горло сообщается с дельтой Печоры. Длина реки — 47 км, площадь водосборного бассейна — 479 км².

## Данные водного реестра
По данным государственного водного реестра России относится к Двинско-Печорскому бассейновому округу, водохозяйственный участок реки — Печора от водомерного поста Усть-Цильма и до устья, речной подбассейн реки — бассейны притоков Печоры ниже впадения Усы. Речной бассейн реки — Печора.